# Municipio Ixtlahuaca
Koordinaten: 19° 34′ N, 99° 46′ W
Ixtlahuaca ist ein Municipio im mexikanischen Bundesstaat México. Cabecera des Municipios ist Ixtlahuaca de Rayón. Das Municipio hatte im Jahr 2010 141.482 Einwohner, seine Fläche beträgt 337,2 km².

## Geographie
Ixtlahuaca liegt im Nordwesten des Bundesstaates México, 35 km nordwestlich von Toluca de Lerdo. Ein überwiegender Teil des Municipios wird landwirtschaftlich genutzt.
Das Municipio Ixtlahuaca grenzt an die Municipios San Felipe del Progreso, Jocotitlán, Jiquipilco, Temoaya und Almoloya de Juárez.

## Orte
Das Municipio umfasst 63 Orte, von denen sechs mehr als 5.000 und weitere 24 mehr als 1.500 Einwohner aufweisen. Größter Ort des Municipios ist San Bartolo del Llano, vor San Pedro los Baños, Santo Domingo de Guzmán, Emiliano Zapata, La Concepción los Baños und Ixtlahuaca de Rayón.